# Good! Afternoon

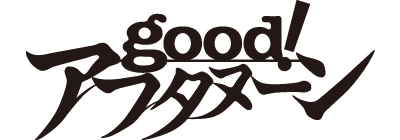
杂志logo

《good! Afternoon》（日語：good!アフタヌーン）是講談社出版的漫畫雜誌，月刊。

## 部份連載作品
- 純潔的瑪利亞（1號－33號）
- 地雷震 -Diablo-（1號－19號）
- 路地戀花（1號－23號）
- 夏日前夕（1號－44號）
- 蹴球少女（1號－47號）
- 無限食女（1號－17號）
- 爆衝小子（2號－17號）
- 小春日常（2號－25號）
- SWORD OF DESTINY -兵器少女-（3號－29號）
- 億萬富翁少女（6號－38號）
- 有什麼不對嗎？（7號－2015年4月號）
- 魔女的使命（9號－）
- 惡之教典（22號－2015年7月號，小說改編）
- 亞人（23號－）
- 古書堂事件手帖（23號－35號，小說改編）
- 萌萌侵略者 OUTBREAK COMPANY（25號－2014年12月號，輕小說改編）
- K -流浪狗的故事-（25號－29號，動畫外傳）
- 天真與閃電（28號－2019年1月號）
- 輕羽飛揚（32號－2019年11月號）
- 銃皇無盡的法夫納（41號－2016年1月號，輕小說改編）
- GRANDBLUE 碧藍之海（42號－）
- 向上攀吧小寺同學（2015年2月號－2017年5月號）
- 超自然9人組（2015年11月號－2017年6月號，遊戲改編）
- 我家使魔很抱歉（2016年2月號－）
- 空挺Dragons（2016年7月號－）
- 十二個想死的少年（2017年7月號－2018年12月號，小說改編）
- 圖書館的大魔法師（2017年12月號－）
- 一起去玩吧（2017年12月號－2019年5月號）
- 我家師傅沒有尾巴（2019年2月號－2024年2月號）
- 鄰人似銀河（2020年5月號－）

## 外部連結
- 官方网站（日語）